# Zulu (sprog)
 For alternative betydninger, se Zulu. (Se også artikler, som begynder med Zulu)
Zulu er et bantusprog, der tales af ca. 9 millioner mennesker, især i Sydafrika, hvor det er et af de elleve officielle sprog.
| Sprog | Spire Denne artikel om sprog er en spire som bør udbygges. Du er velkommen til at hjælpe Wikipedia ved at udvide den. |